# شهرداری دوبرپولجه
شهرداری دوبرپولجه (به لاتین: Municipality of Dobrepolje) یک منطقهٔ مسکونی در اسلوونی است که در اسلوونی واقع شده‌است. شهرداری دوبرپولجه ۹۴٫۹ کیلومتر مربع مساحت و ۳٬۵۴۴ نفر جمعیت دارد.